# Пържиграх
Пържиграх е село в Северна България. То се намира в община Трявна, Габровска област.
Жителите на село Пържиграх са избягали боляри от Търново по време на османското нашествие. Към 1934 г. селото има 14 жители. В днешно време няма постоянно население. Влиза в землището на с. Черновръх.